# Tjeknalis (Jokkmokks socken, Lappland, 740550-159087)
Tjeknalis är en sjö i Jokkmokks kommun i Lappland och ingår i Luleälvens huvudavrinningsområde. Sjön har en area på 0,922 kvadratkilometer och ligger 670 meter över havet. Tjeknalis ligger i Pärlälvens fjällurskog Natura 2000-område. Sjön avvattnas av vattendraget Skieltajåkkå.

## Delavrinningsområde
Tjeknalis ingår i det delavrinningsområde (740616-158972) som SMHI kallar för Utloppet av Tjeknalis. Medelhöjden är 743 meter över havet och ytan är 13,08 kvadratkilometer. Räknas de 6 avrinningsområdena uppströms in blir den ackumulerade arean 65,77 kvadratkilometer. Skieltajåkkå som avvattnar avrinningsområdet har biflödesordning 4, vilket innebär att vattnet flödar genom totalt 4 vattendrag innan det når havet efter 310 kilometer. Avrinningsområdet består mestadels av skog (57 procent) och kalfjäll (36 procent). Avrinningsområdet har 0,98 kvadratkilometer vattenytor vilket ger det en sjöprocent på 7,5 procent.